# Valence (Drôme)
Valence (wymowaⓘ, oksyt. Valença) – miejscowość i gmina w południowo-wschodniej Francji, w regionie Owernia-Rodan-Alpy, w departamencie Drôme, położone nad Rodanem.
Według danych na rok 1990 gminę zamieszkiwało 63 437 osób, a gęstość zaludnienia wynosiła 1729 osób/km² (wśród 2880 gmin regionu Rodan-Alpy Valence plasuje się na 5. miejscu pod względem liczby ludności, natomiast pod względem powierzchni na miejscu 134.).

## Historia
Miasto powstało w czasach rzymskich. Później okolice miasta stały się miejscem osiedlania Alanów.
W średniowieczu, ze względu na bezpieczne położenie przy rozwidleniu rzek i ochronę murów i wałów obronnych, było etapem na drodze pielgrzymiej do Santiago de Compostella.
Życie duchowe skupiało się wokół romańskiej katedry św. Apolinarego, która była zbudowana jako opactwo kanoników św. Rufusa.
W mieście władzę sprawowały dwie osoby: biskup i hrabia de Valence.
Istniał tu też klasztor dominikanów, gdzie dożył starości Humbert z Romans.

## Galeria

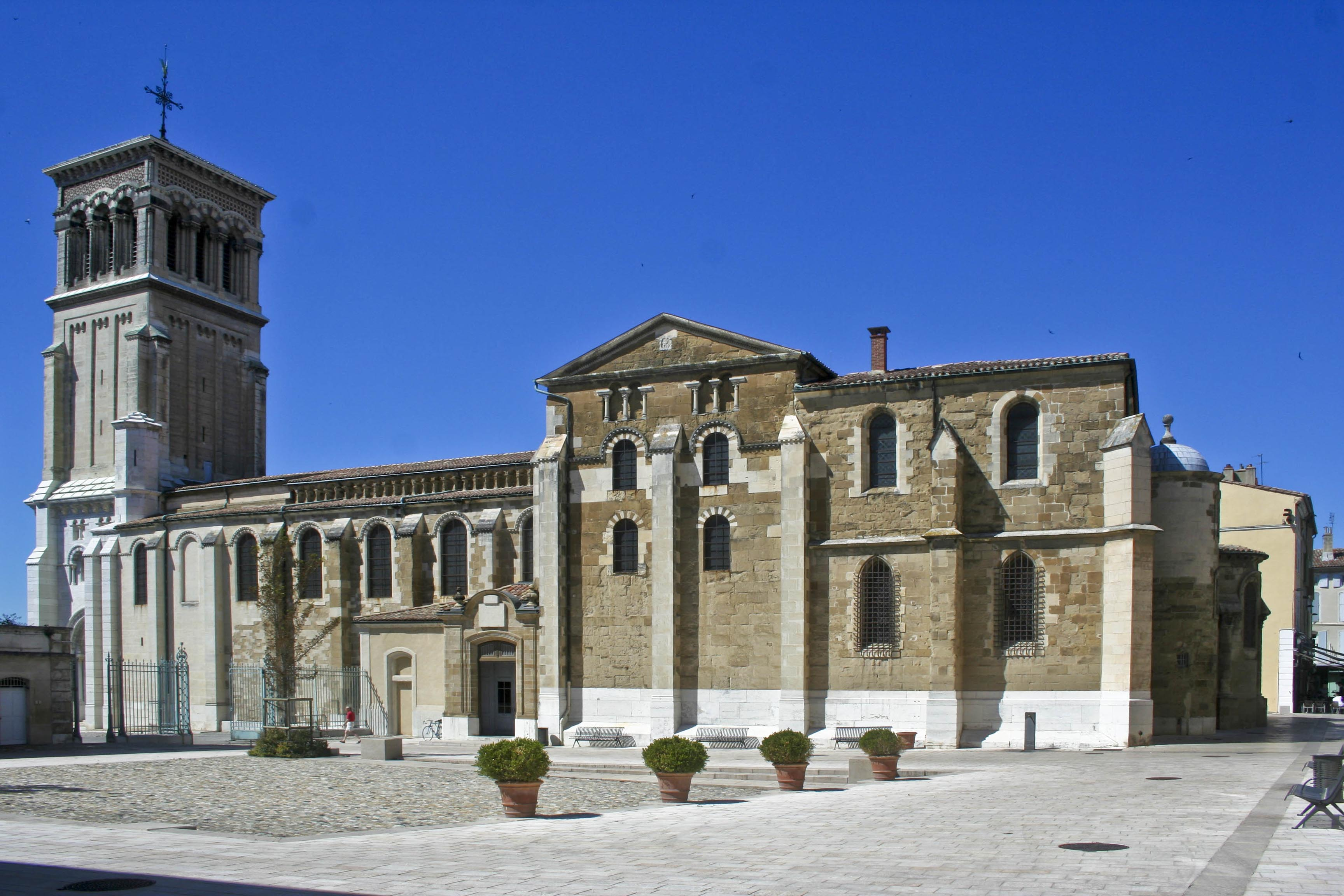
Romańska katedra św. Apolinarego, widok z palcu des Ormeaux, w starej części Valence, 2009
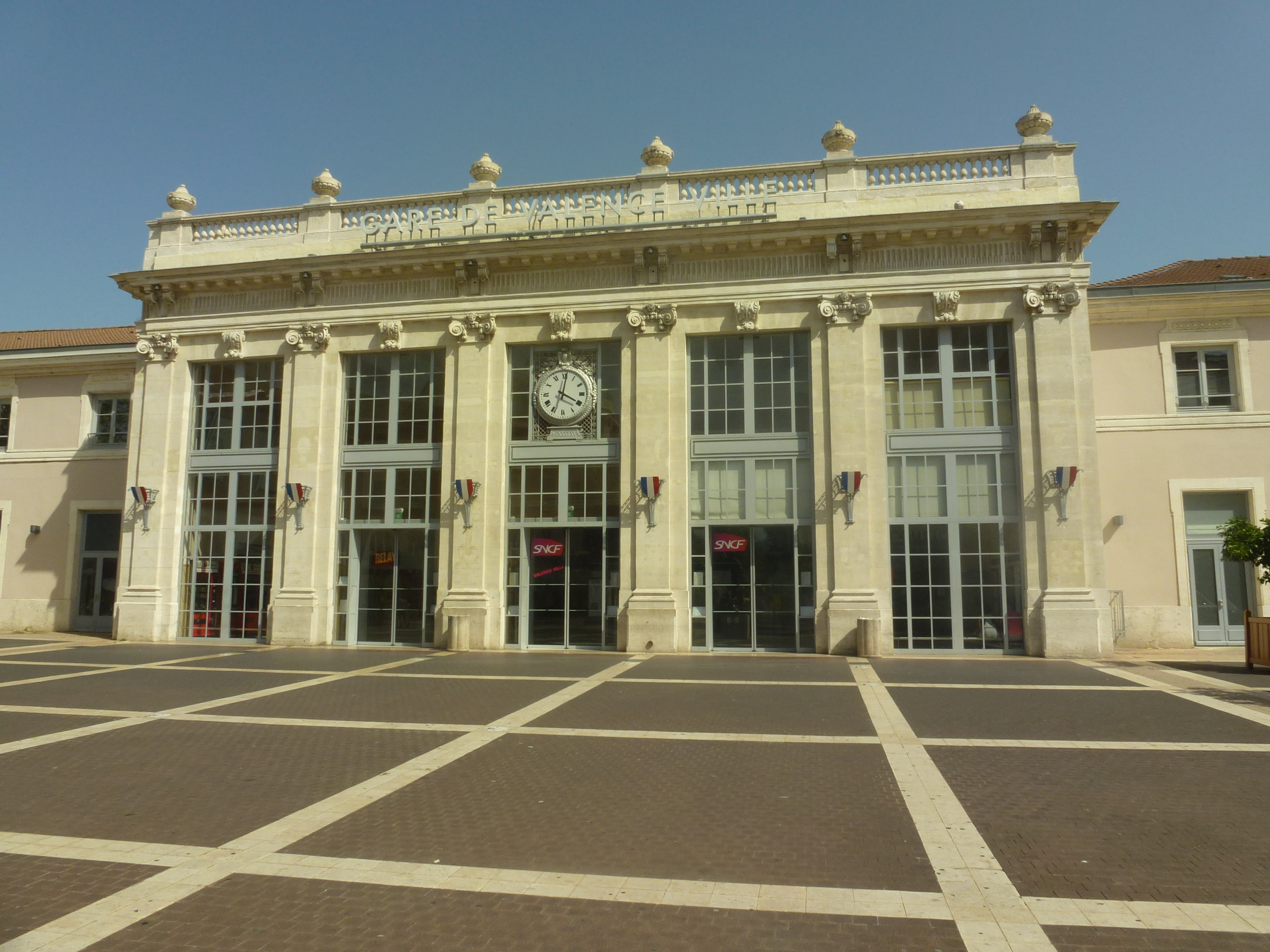
Dworzec kolejowy, 2012
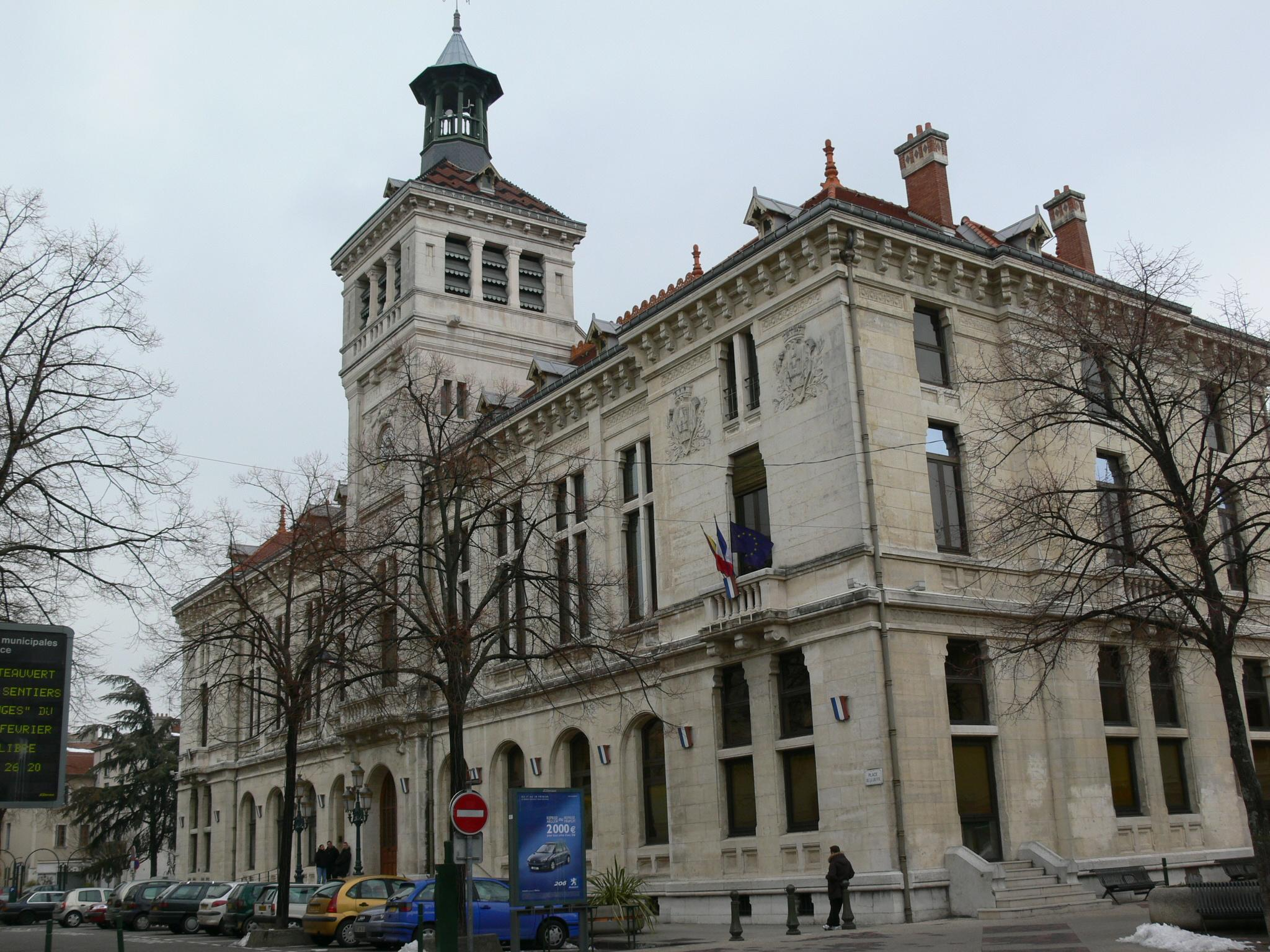
Ratusz, 2006